# Strychnos medeola
Strychnos medeola là một loài thực vật có hoa trong họ Mã tiền. Loài này được Sagot ex Progel miêu tả khoa học đầu tiên.